# Rivalité Florida-Miami
La  Rivalité Florida-Miami (anciennement surnommée Battle for the Seminole War Canoe) est une rivalité dans le football américain universitaire opposant deux équipes de Floride, les Gators de l'université de Floride basée à Gainesville et les Hurricanes de l'université de Miami basée à Miami.
La match s'est joué chaque saison de 1944 à 1987 et est actuellement joué de façon intermittente. Miami mène la série avec 30 victoires pour 2 à Florida7.
Le vainqueur de la rencontre s'est vu décerner le trophée Seminole War Canoe pendant 38 saisons (1950-1987).
De nos jours, c'est le trophée dénommé Florida Cup qui est décerné au programme de football américain des trois universités majeures de Floride (Florida, Miami et Floride State) qui aura battu les deux autres au cours de la saison régulière.

## Histoire
Les Gators et les Hurricanes se sont rencontrés chaque année pendant près d'un demi-siècle à partir de 1938, à l'exception de la saison 1944, lorsque Florida n'a pas aligné d'équipe à la suite de la Seconde Guerre mondiale. La rivalité était autrefois la plus importante de l'État, en grande partie parce que les programmes universitaires de Miami et Florida sont tous deux majeurs et qu'ils ont commencé à s'affronter une décennie avant que les Seminoles de Florida State ne soient créés.
Le match de 1963 n'était que l'un des cinq matchs à travers le pays qui ont eu lieu et qui ont été joués alors que tous les autres ont été annulés à la suite de l'assassinat du Président John Fitzgerald Kennedy survenu la veille.
La série annuelle a pris fin en 1988, lorsque la Southeastern Conference (SEC) a augmenté le nombre de matchs de conférence en passant de six à sept. Florida avait besoin de six matchs de football américain à domicile pour maintenir les niveaux de financement de son département sportif, donc l'université a décidé de remplir son calendrier concernant ses trois matchs hors conférence avec deux équipes qui n'avaient pas besoin d'un arrangement « aller-retour » (matchs en alternance) plus Florida State, mettant ainsi fin à la série avec Miami,.
En 1990, Steve Spurrier (en), entraîneur principal de Florida, annonce lors de sa conférence de presse qu'il souhaiterait reprendre la série annuelle avec Miami. Les deux université signent alors  un contrat pour se rencontrer à nouveau à partir de 1992.
Cependant, la SEC ayant augmenté le nombre de matchs de conférence pour passer à huit et ayant ajouté une finale de conférence SEC cette année-là, Floridea est amenée à annuler cet accord. Compte tenu de l'explication donnée au moment de l'annulation, de nombreux fans des Hurricanes restent sceptiques, accusant les Gators d'avoir peur de perdre, même si à l'époque, les deux équipes ont partagé les six derniers matchs et que la seule défaite de Miami de sa saison 1983 (où elle décroche le titre national NCAA) a été contre Florida. Au cours de son long mandat à Florida, l'ancien directeur sportif Jeremy Foley a avancé les préoccupations financières ainsi que l'expansion de la SEC comme raisons pour ne pas renouveler la série sur une base annuelle, bien qu'il soit resté ouvert à l'idée de jouer occasionnellement contre Miami lors de matchs sur terrain neutre
,.
Les Gators et les Hurricanes se sont rencontrés sur le terrain huit fois depuis la fin de la série annuelle avec six victoires pour Miami et deux pour Florida. Quatre de ces matchs faisaient partie d'un accord « aller-retour » en saison régulière étalé sur 11 saisons et deux étaient des bowls d'après saison régulière. La dernière rencontre a été le match d'ouverture de la saison 2024 à Gainesville que Miami a remporté 41 à 17
.

## Trophée
Le trophée Seminole War Canoe a été sculpté à la main par les Indiens Seminoles à partir d'un cyprès vieux de 200 ans ayant été frappé par la foudre. Donné par les autorités d'Hollywood (Floride) en 1950, le trophée est une récompense décernée au vainqueur des matchs de football entre les deux universités, le canoë représentant de l'esprit combatif des Seminoles. Le trophée a cessé d'être transmis entre les universités au début des années 1970 ; elles avaient du mal à exposer le grand trophée en bois.
Après le match de 1987, le trophée a été exposé de façon permanente au Temple de la renommée des sports de l'université de Miami.
En 2011, les responsables estudiantins de l'université de Floride approuvent une résolution, qui a été envoyée à la présidente du corps étudiant de l'université de Miami, Christina Farmer, à ESPN et aux entraîneurs principaux de football américain de chaque université, demandant le retour du trophée à Florida puisqu'ils avaient remporté le match de 2008. En réponse, Brandon Mitchell, président du Category 5 spirit club de l'Université de Miami, leur répond : « Le trophée était destiné à la rivalité annuelle et... Miami a remporté le dernier match de cette rivalité annuelle. ». Miami a dès lors conservé le trophée qui se trouve toujours au Temple de la renommée des sports de l'université de Miami
Les deux programmes ont un bilan de 19 victoires au cours de la série de 38 matchs au cours duquel le Seminoles War Canoe (1950-1987).

## Palmarès
Le classement des équipes dans les tableaux ci-dessous est celui de l'Associated Press avant la saison 2014 et celui du comité du College Football Playoff depuis 2014.
| 30 victoires pour Miami        | 27 victoires pour Florida |                        |                        |
| Plus large victoire            | Florida, 46–6 (1940)      | Florida, 46–6 (1940)   | Florida, 46–6 (1940)   |
| Plus longue série de victoires | Florida, 7 (1971–1977)    | Florida, 7 (1971–1977) | Florida, 7 (1971–1977) |
| Série en cours sans défaite    | Miami, 1 (2024)           | Miami, 1 (2024)        | Miami, 1 (2024)        |
| Trophée (1950-1987)            | Miami, 19 Florida, 19     | Miami, 19 Florida, 19  | Miami, 19 Florida, 19  |

| N° | Date              | Lieu         | Vainqueur   | Score | Score | Perdant     |
| -- | ----------------- | ------------ | ----------- | ----- | ----- | ----------- |
| 01 | 15 octobre 1938   | Gainesville  | Miami       | 19    | 07    | Florida     |
| 02 | 18 novembre 1939  | Miami        | Florida     | 13    | 0     | Miami       |
| 03 | 16 novembre 1940  | Miami        | Florida     | 46    | 06    | Miami       |
| 04 | 15 novembre 1941  | Miami        | Florida     | 14    | 0     | Miami       |
| 05 | 14 novembre 1942  | Miami        | Miami       | 12    | 0     | Florida     |
| 06 | 3 novembre 1944   | Miami        | Florida     | 13    | 0     | Miami       |
| 07 | 19 octobre 1945   | Miami        | Miami       | 07    | 06    | Florida     |
| 08 | 19 octobre 1946   | Gainesville  | Miami       | 20    | 13    | Florida     |
| 09 | 22 novembre 1947  | Miami        | Florida     | 07    | 06    | Miami       |
| 10 | 20 novembre 1948  | Gainesville  | Florida     | 27    | 13    | Miami       |
| 11 | 18 novembre 1949  | Miami        | Miami       | 28    | 13    | Florida     |
| 12 | 18 novembre 1950  | Gainesville  | #17 Miami   | 28    | 14    | Florida     |
| 13 | 17 novembre 1951  | Miami        | Miami       | 21    | 06    | Florida     |
| 14 | 22 novembre 1952  | Gainesville  | Florida     | 43    | 06    | Miami       |
| 15 | 28 novembre 1953  | Miami        | Miami       | 14    | 10    | Florida     |
| 16 | 27 novembre 1954  | Gainesville  | #11 Miami   | 14    | 0     | Florida     |
| 17 | 26 novembre 1955  | Miami        | #14 Miami   | 07    | 06    | Florida     |
| 18 | 1er décembre 1956 | Gainesville  | #6 Miami    | 20    | 07    | #18 Florida |
| 19 | 30 novembre 1957  | Miami        | #20 Florida | 14    | 0     | Miami       |
| 20 | 29 novembre 1958  | Jacksonville | #14 Florida | 12    | 09    | Miami       |
| 21 | 28 novembre 1959  | Jacksonville | Florida     | 23    | 14    | #12 Miami   |
| 22 | 26 novembre 1960  | Miami        | #19 Florida | 18    | 0     | Miami       |
| 23 | 2 décembre 1961   | Gainesville  | Miami       | 15    | 06    | Florida     |
| 24 | 1er décembre 1962 | Miami        | Miami       | 17    | 15    | Florida     |
| 25 | 23 novembre 1963  | Miami        | Florida     | 27    | 21    | Miami       |
| 26 | 28 novembre 1964  | Gainesville  | Florida     | 12    | 10    | Miami       |
| 27 | 20 novembre 1965  | Miami        | Miami       | 16    | 13    | #10 Florida |
| 28 | 26 novembre 1966  | Gainesville  | Miami       | 21    | 16    | #9 Florida  |
| 29 | 9 décembre 1967   | Miami        | Miami       | 20    | 13    | Florida     |
| 30 | 30 novembre 1968  | Gainesville  | Florida     | 14    | 10    | Miami       |

| N° | Date               | Lieu          | Vainqueur   | Score | Score | Perdant     |
| -- | ------------------ | ------------- | ----------- | ----- | ----- | ----------- |
| 31 | 29 novembre 1969   | Miami         | #17 Florida | 35    | 16    | Miami       |
| 32 | 28 novembre 1970   | Gainesville   | Miami       | 14    | 13    | Florida     |
| 33 | 27 novembre 1971   | Miami         | Florida     | 45    | 16    | Miami       |
| 34 | 2 novembre 1972    | Gainesville   | Florida     | 17    | 06    | Miami       |
| 35 | 24 novembre 1973   | Miami         | Florida     | 14    | 07    | Miami       |
| 36 | 30 novembre 1974   | Gainesville   | Florida     | 31    | 07    | Miami       |
| 37 | 29 novembre 1975   | Miami         | #13 Florida | 15    | 11    | Miami       |
| 38 | 27 novembre 1976   | Orlando       | Florida     | 19    | 10    | Miami       |
| 39 | 26 novembre 1977   | Miami         | Florida     | 31    | 14    | Miami       |
| 40 | 2 décembre 1978    | Gainesville   | Miami       | 22    | 21    | Florida     |
| 41 | 1er décembre 1979  | Miami         | Miami       | 30    | 24    | Florida     |
| 42 | 29 novembre 1980   | Gainesville   | Miami       | 31    | 07    | #18 Florida |
| 43 | 5 septembre 1981   | Miami         | Miami       | 21    | 20    | #17 Florida |
| 44 | 4 septembre 1982   | Gainesville   | #16 Florida | 17    | 14    | #15 Miami   |
| 45 | 3 septembre 1983   | Gainesville   | Florida     | 28    | 03    | Miami       |
| 46 | 1er septembre 1984 | Tampa         | #10 Miami   | 32    | 20    | #17 Florida |
| 47 | 7 septembre 1985   | Miami         | #5 Florida  | 35    | 23    | Miami       |
| 48 | 6 septembre 1986   | Gainesville   | #3 Miami    | 23    | 15    | #13 Florida |
| 49 | 5 septembre 1987   | Miami         | #10 Miami   | 31    | 04    | #20 Florida |
| 50 | 2 janvier 2001     | New Orleans   | #2 Miami    | 37    | 20    | #7 Florida  |
| 51 | 7 septembre 2002   | Gainesville   | #1 Miami    | 41    | 16    | #6 Florida  |
| 52 | 6 septembre 2003   | Miami         | #3 Miami    | 38    | 33    | #21 Florida |
| 53 | 31 décembre 2004   | Atlanta       | #14 Miami   | 27    | 10    | #20 Florida |
| 54 | 6 septembre 2008   | Gainesville   | #5 Florida  | 26    | 03    | Miami       |
| 55 | 7 septembre 2013   | Miami Gardens | Miami       | 21    | 16    | #12 Florida |
| 56 | 24 août 2019       | Orlando       | #8 Florida  | 24    | 20    | Miami       |
| 57 | 31 août 2024       | Gainesville   | #19 Miami   | 41    | 17    | Florida     |
| 58 | 20 septembre 2025  | Miami Gardens |             |       |       |             |

| État      | Ville               | Match | Florida | Miami | Saisons           |
| --------- | ------------------- | ----- | ------- | ----- | ----------------- |
| Floride   | Miami               | 27    | 14      | 13    | 1939–1987, 2003   |
| Floride   | Gainesville         | 21    | 9       | 13    | 1938, depuis 1946 |
| Floride   | Orlando             | 2     | 2       | 0     | 1976, 2019        |
| Floride   | Jacksonville        | 2     | 2       | 0     | 1958–1959         |
| Floride   | Tampa               | 1     | 0       | 1     | 1984              |
| Floride   | Miami Gardens       | 1     | 0       | 1     | 2013              |
| Géorgie   | Atlanta             | 1     | 0       | 1     | 2004              |
| Louisiane | La Nouvelle-Orléans | 1     | 0       | 1     | 2001              |

## Articles annexes
- Liste des matchs de rivalité en football américain universitaire de la NCAA